# Brunissage

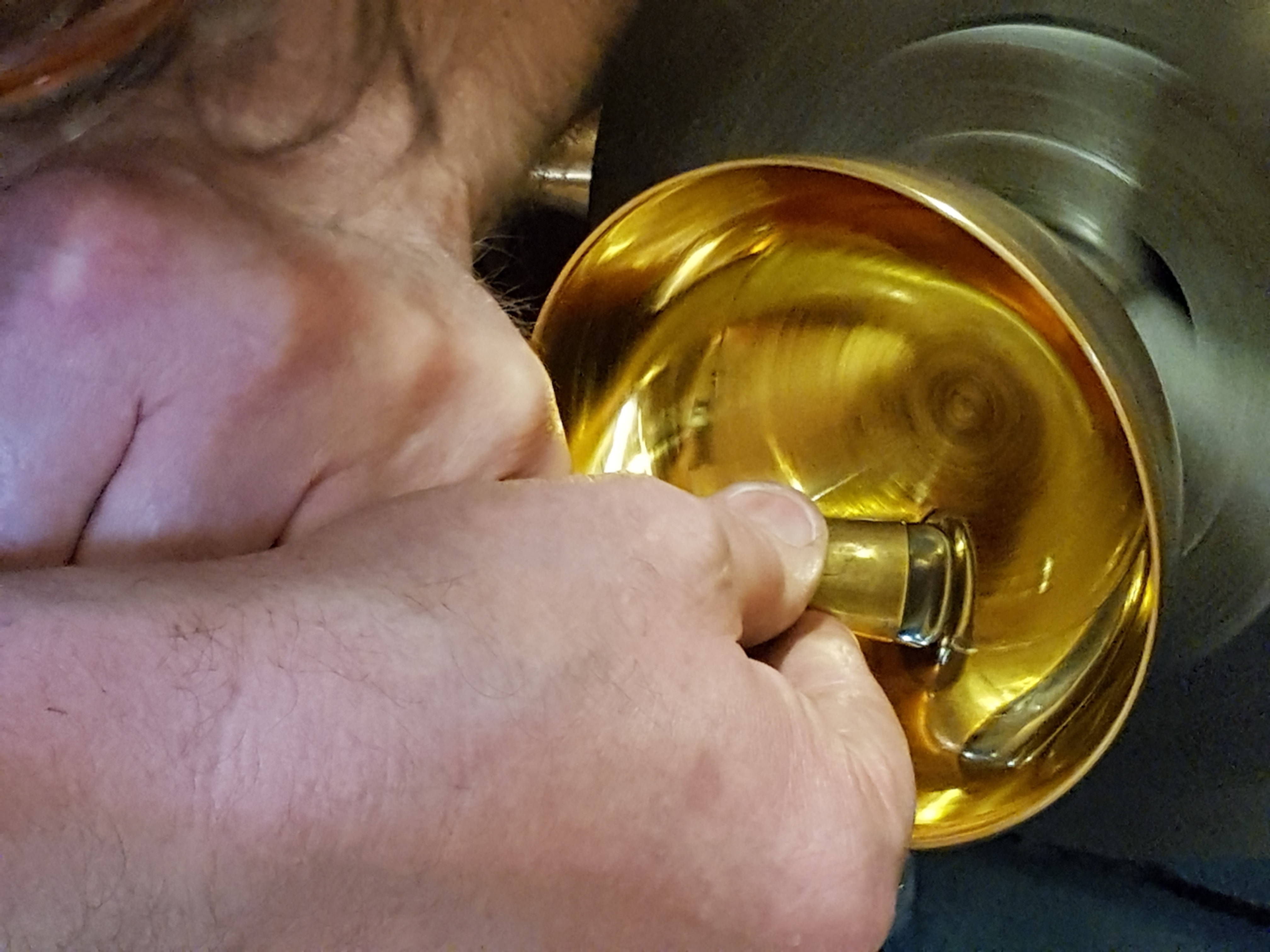
Brunissage mécanique dans le cadre de la dorure sur métal en Bretagne : sur une coupe en argent doré montée sur un tour, travail au brunisseur en hématite pour écraser l'or et le rendre brillant.

Le brunissage désigne deux techniques de traitement des métaux :
- le brunissage chimique, procédé d’oxydation superficielle des aciers obtenue par voie chimique, permettant l'obtention d'un aspect noir ;
- le brunissage mécanique, technique de polissage utilisée en finition d'un revêtement métallique comme la dorure ou l'argenture ou d'une fabrication en argent, en or, en cuivre ou en alliage cuivreux.

## Brunissage chimique

### Étymologie
Le procédé de brunissage à froid est connu en Angleterre sous le nom de blueing ou, plus récemment, chemical blacking ou chemiblacking, alors que le brunissage à chaud est nommé black oxidising ou black oxide.
Néanmoins, de nombreux pays d’Europe ont adopté l'ancien terme français, brunissage, qui se traduit en anglais par « browning ». En Allemagne on trouve l’appellation brünierprozess ou brünierung, alors que dans les pays scandinaves est utilisé le mot brunering.

### Historique du brunissage
Tout au long de leur histoire, les fabricants d’armes ont exploré différents processus dans le but de protéger leurs créations de l’oxydation. La solution trouvée consistait à oxyder la surface du métal afin de la rendre inactive aux attaques.
Les secrets des procédés chimiques de noircissement, détenus par les anciens alchimistes, sont presque tous perdus et peu d’artisans pratiquent encore certaines de ces méthodes traditionnelles. Ces processus de noircissement impliquaient de dissoudre du cuivre dans de l’acide dans lequel la pièce était immergée pour ensuite être enfouie dans le sol pendant plusieurs semaines. Le résultat était d’une couleur bleu noir profond qui, lorsque la pièce était huilée, avait un aspect lustré.
Le procédé a évolué avec le développement de l'industrie mécanique pour donner naissance au brunissage à chaud. Ce nouveau procédé consistait à tremper les pièces à brunir dans de la soude chaude, ce qui engendrait une réaction chimique permettant de donner une teinte noire aux pièces traitées.
Au début des années 1990, des procédés chimiques alternatifs, comme le brunissage à froid, sont apparus pour éviter l’utilisation de ces produits très corrosifs et faciliter son usage.
Des améliorations ont été apportées au procédé traditionnel de brunissage à chaud, classées comme "oxydes noirs à moyenne température". Ces produits chimiques propriétaires fonctionnent à 93° à 99°C, les rendant plus faciles et plus sûrs à utiliser.
Le brunissage est un procédé chimique (à ne pas confondre avec la phosphatation ou la parkérisation au manganèse) qui permet de donner un bel aspect noir, plus ou moins satiné, à toutes pièces ferreuses traitées. De l’ordre de 0,2 à 3 micromètres d’épaisseur (10.−3 mm), ce procédé offre une protection contre la corrosion améliorée par rapport à la pièce non traitée, mais il a surtout une valeur
décorative.

### Principe du brunissage à froid
Le brunissage à froid est un procédé de traitement de pièces métalliques usinées à température ambiante. Généralement pratiqué sur l’acier, le brunissage à froid donne à la pièce un aspect esthétique et fini.
Lorsque les pièces à traiter sont immergées dans la solution de brunissage, quatre éléments essentiels de la solution (acide, cuivre, sélénium et eau) réagissent avec la surface de la pièce, pour former de nouvelles liaisons chimiques. La réaction chimique commence dès que la surface de la pièce est en contact avec la solution acide.
Le fer enlevé est transformé en phosphate de fer qui se dépose dans le bac de traitement à moins que le bain ne soit filtré. Le cuivre est ensuite fixé dans le réseau de phosphate de fer à la surface de la pièce et prend ensuite une couleur noire grâce au sélénium.
Le réseau cristallin poreux ainsi créé a une épaisseur comprise entre 0,1 et 0,2 micromètre. La porosité permet à la structure d’absorber par la suite les différentes huiles et cires de protection.
Le procédé de brunissage à froid améliore la résistance à l’abrasion, à la corrosion et l’esthétique de la pièce, sans en changer le dimensionnel ou en altérer la dureté.
Différentes finitions peuvent ensuite être appliquées sur la pièce : sèche, grasse, non huilée, protection anti-UV.

### Procédure
Le procédé de brunissage à froid est une simple succession de 4-5 trempés. Spécialement conçu pour les ateliers, il comporte une étape de dégraissage, une immersion dans un conditionneur de surface et dans la solution de brunissage. La protection anti-corrosion est obtenue par une dernière immersion dans le bain de finition.
| Etape           | Temps d'immersion |
| --------------- | ----------------- |
| Dégraissant     | 15 – 20 minutes   |
| Eau de rinçage  | 30 secondes       |
| Conditionneur   | 1 minute          |
| Eau de rinçage  | 30 secondes       |
| Brunissage      | 1 minute          |
| Eau de rinçage  | 30 secondes       |
| Protection      | 5 minutes         |
| Séchage à l'air | -                 |

### Domaines d'applications
- Pièces usinées industrielles
- Pièces hydrauliques et automobiles
- Outils coupants, d’usinage et porte outils
- Tarauds et matrices, chaînes et pignons
- Engrenages, blocs hydrauliques, gabarits, ressorts
- Élément de fixation, vis, outils à main, burins
- Armement

## Brunissage mécanique
L'opération est réalisée avec un brunissoir, outil qui permet d'exercer une pression sur les crêtes de la surface, ce qui a pour conséquence de créer une déformation plastique de la matière pour boucher les creux, au fur et à mesure de la progression de l'outil.
Le brunissage a pour but de :
- rendre la surface du métal brillante ;
- réduire la rugosité de la surface ;
- augmenter la dureté superficielle.

Cette opération est utilisée pour améliorer l'état de surface et déformer légèrement les métaux non-ferreux : dorure à la feuille, bijouterie, débosselage d'instruments de musique en laiton...

Brunissoirs
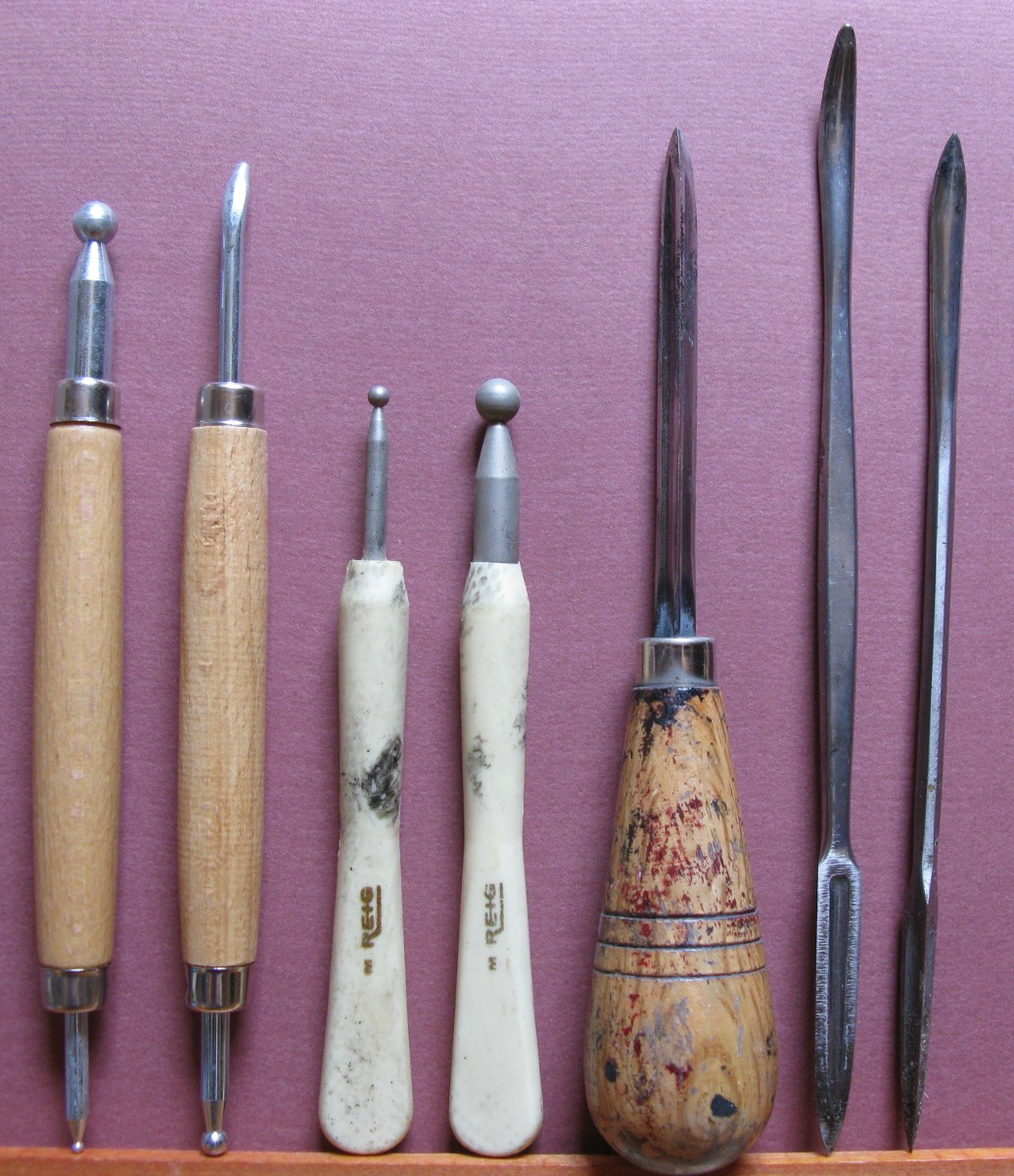
Différents brunissoirs.
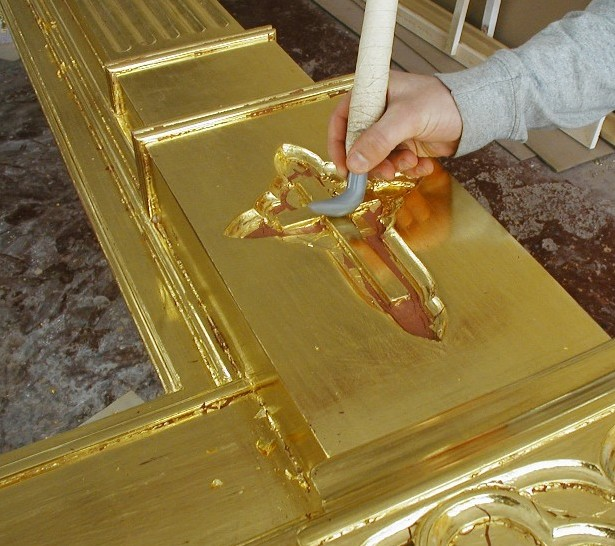
Brunissoir à dorure.
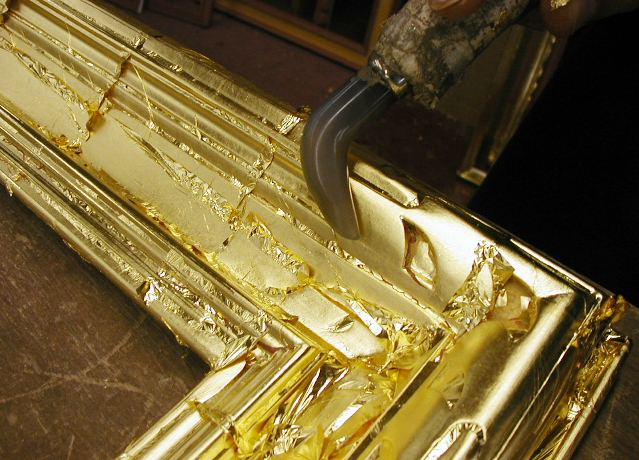
Brunissoir en agate.